# Énanthate de noréthistérone
L'énanthate de noréthistérone est l'ester de noréthistérone et d'acide heptanoïque (énanthate). Il s'agit d'un progestatif de synthèse ayant des effets antigonadotropes (en) (à la fois anti-androgène et anti-œstrogène (en)) et utilisé comme contraceptif hormonal,.
Il fait partie de la liste des médicaments essentiels de l'Organisation mondiale de la santé (liste mise à jour en avril 2013).